# Jocelyn Merlen
Jocelyn Merlen est un footballeur français né le 24 novembre 1972 à Calais (Pas-de-Calais).
Il a évolué comme arrière latéral droit à Calais. Avec ce club, il a été finaliste de la Coupe de France en 2000 alors que le club évoluait en CFA. Lors de cette épopée, il se fait remarque en étant l'auteur du 1er but contre le RC Strasbourg en 1/4 de finale et le frappeur corner qui a permis l'ouverture du score en finale contre le FC Nantes. Parallèlement à sa carrière de footballeur, il travaillait alors comme magasinier dans un Cash & carry.

## Carrière de joueur
- 1993-2003 :  Calais RUFC
- 2003-2006 :  USL Dunkerque
- 2008-2012 :  US Gravelines[1]

## Palmarès
- Finaliste de la Coupe de France en 2000 avec le Calais RUFC